# Johann Veldener
Johann Veldener   (bisbat de Würzburg i Würzburg - Lovaina, mil·lenni II (>1487)), també conegut com a Jan Veldener o Johan Veldenaer; va ser un dels primers impressors a Flandes. Va treballar com a impressor a Colònia, juntament amb William Caxton, que potser va finançar els seus primers llibres. Tots dos van marxar a Flandes el 1472. Les proves indiquen que Veldener va ajudar a Caxton a establir la seva impremta a Bruges i va ajudar a imprimir-hi la seva primera obra, el Recull de les Històries de Troye 1472-1473 de Raoul Lefèvre. Després, Veldener va anar a Lovaina i hi va establir la seva impremta, convertint-se en el segon impressor a Lovaina després de Joan de Westfàlia, i el tercer o quart als Països Baixos. Va ingressar a la Universitat de Lovaina el 30 de juliol de 1473 a la facultat de Medicina.
Va deixar Lovaina el 1477, després que la mort de Carles l'Atrevit provoqués disturbis a la ciutat, i se'n va anar a Utrecht. Quan aquesta ciutat també va tenir problemes, va deixar Lovaina el 1477, després marxar a Culemborg, i finalment va tornar a Lovaina el 1484.
Veldener també era conegut per crear tipus de lletra, tant per a la seva pròpia obra com per a altres, i es creu que Caxton es va emportar una de les tipografies de Veldener amb ell a Anglaterra i la va utilitzar entre d'altres en la seva primera edició dels Contes de Canterbury. És probable que més tard comprés també una sèrie d'altres tipus de lletra a Veldener.
Mentre estava a Utrecht, Veldener també suposadament va escriure un Chronyck van Hollandt, Zeelandt, ende Westvrieslandt (una Crònica d'Holanda, Sealand i Frísia Occidental), que es va reimprimir el 1650 a Utrecht. Altres obres que se li atribueixen són el Cronijcken van Enghelant (una crònica dels reis anglesos fins al 1460), el Cronijcken van Utrecht ('una història del bisbat d'Utrecht'), el Cronijcken van Gelre, el Cronijcken van Cleve i el Cronijcken van Brabant. Actualment es creu que aquestes obres eren anònimes i impreses per ell, i que les atribucions posteriors a ell com a escriptor són errònies.

## Obres impreses per Veldener

### A Colònia (1471-1472)
- Walter Burley, De vita philosophorum
- Papa Pius II, De duobus amantibus
- Gesta Romanorum
- Flores Sancti Augustini
- Bartholomeus Anglicus, De proprietatibus rerum

### A Lovaina (1473-1477)

#### 1473
- Giovanni Boccaccio, Genealogia deorum

#### 1474
- Jacobus de Theramo, Consolatio peccatorum De la Divisió de llibres rars i col·leccions especials de la Biblioteca del Congrés
- Pietro de' Crescenzi, Liber ruralium commodorum

#### 1475
- Angelus de Gambiglionibus de Aretio, també conegut com Angeli Aretini o Angelo Gambiglioni, Lectura super institutionibus
- Werner Rolevinck, Fasciculus temporum (el segon llibre il·lustrat que s'imprimirà als Països Baixos)
- Lucan, Farsàlia
- Laurentius Valla, Elegantiae linguae latinae

#### 1476
- Un almanach, considerat com l'almanach imprès més antic conegut als Països Baixos[6]
- Carolus Maneken, Formulae epistolarum (primera impressió d'aquest llibre)
- Papa Pius II, Epistolae familiares et in cardinalatu editae i Legatio Friderici III ad summum Pontificem super declaratione concordiae

#### 1477
- Ciceró, Epistolae ad familiares
- Raimundus Peraudi, Avisamenta confessorum
- Tomàs d'Aquino, De beatitudine aeternitatis

### A Utrecht (1478-1481)

#### 1478
- Epistolae et Evangelia o Alle die Epistolen en Ewangelien, metten Sermoenen van den gheheelen jare (reimprès el 1479 i el 1481)

#### 1479
- Papa Gregori I, Homiliae super Evangeliis / Omelie in duutschen

#### 1480
- Werner Rolevinck, Boeck datmen hiet Fasciculus temporum, reeditat amb algunes cròniques addicionals (atribuïdes de vegades a Veldener); aquesta és la primera traducció d'aquest llibre (publicada per primera vegada en llatí el 1474, versió llatina impresa per Veldener el 1475)
- Jacobus de Voragine, Dat passionael ofte gulden legende mit das martirologium
- Lucas de Tollentis, Litterae indulgentiarum anni jubilaei causa 1480

### A Culemborg (1483-1484)

#### 1483
- Spieghel der menschlicker behoudenisse
- Boec van den Houte
- Spinroc

#### 1484
- Kruidboeck a Dietsche (possiblement imprès a Lovaina)

### De nou a Lovaina (1484-1487?)
- Alphabetum divini amoris (dues edicions)
- Vocabularius (en francès i holandès i llatí)

#### 1484
- Papa Innocenci VIII, Regulae cancellariae apostolicae, Lectae 23 de setembre de 1484
- Michael Scotus, Liber physionomiae
- Franciscus de Zabarellis, Repetitio super capitulo Perpendimus de sententia excommunicationis

#### 1485
- Herbarius en llatí (reimprès amb il·lustracions el 1486)

#### 1486
- Matheolus Perusinus, De memoria augenda
- Paulus de Middelburgo, Prognosticon (en holandès)
- Cornelius Roelans de Mechlinia, Opusculum aegritudinum puerorum

#### 1487
- Valoració van den gelde